# Vladimír Weiss (ur. 1989)
Vladimír Weiss (ur. 30 listopada 1989 w Bratysławie) – słowacki piłkarz występujący na pozycji pomocnika w klubie Slovan Bratysława.
Jego ojcem jest piłkarz Vladimír Weiss, do stycznia 2012 trener reprezentacji Słowacji.

## Kariera klubowa

### Manchester City
Swoją karierę piłkarską rozpoczynał w szkółce piłkarskiej Manchesteru City. W roku 2008 włączony został do pierwszego składu. W kwietniu 2008 roku zdobył bramkę w wygranym drugim spotkaniu finału FA Youth Cup z Chelsea. 24 maja 2009 roku zadebiutował w pierwszym zespole, wchodząc z ławki rezerwowych w meczu ligowym z Boltonem Wanderers. Stał się zarazem 12. zawodnikiem słowackim, który zagrał w Premier League.

### Bolton
25 stycznia 2010 roku został wypożyczony do końca sezonu do Boltonu Wanderers. Dzień później zadebiutował w tym klubie w meczu ligowym z Burnley (wygrana 1:0 na Ewood Park). W sezonie 2009/2010 wystąpił 13-krotnie w barwach Boltonu, po czym powrócił do Manchesteru City.

### Rangers
19 sierpnia 2010 został wypożyczony na jeden sezon do Rangers. Swój debiut w nowej drużynie zaliczył 22 sierpnia 2010 roku w meczu z Hibernian, zmieniając Jamesa Beattiego. Jego zespół wygrał to spotkanie 3-0. Pierwszego gola dla nowego zespołu strzelił 16 października 2010 roku w meczu z Motherwell, wygranym przez jego drużynę 4-1. Pięć dni później po raz pierwszy zagrał w Lidze Mistrzów. W meczu z Valencią zaliczył asystę przy golu Maurice Edu.
Weiss wszedł z ławki na boisko w finałowym meczu Pucharu Ligi Szkockiej z Celtikiem i zaliczył asystę przy zwycięskim golu Nikicy Jelavicia. Było to pierwsze trofeum w dorosłej karierze zawodnika. Weiss został także w tamtym sezonie mistrzostwo kraju, wygrywając z Celtikiem w tabeli o jeden punkt.

### Espanyol
W sierpniu 2011 roku przeszedł na zasadzie wypożyczenia do Espanyolu. 20 grudnia 2011 roku Weiss strzelił pierwszego gola dla nowej drużyny w wygranym 4-2 meczu z Celtą Vigo. W lutym 2012 roku strzelił przepięknego gola w zremisowanym 3-3 meczu z Athletic Bilbao.

### Pescara
29 sierpnia 2012 został nowym piłkarzem beniaminka Serie A Pescary. Z włoskim klubem zawodnik podpisał roczny kontrakt z opcją przedłużenia o kolejny sezon. Swój debiut Weiss zaliczył w przegranym 3-0 meczu z Interem Mediolan, natomiast pierwszego gola strzelił 26 września 2013 roku w wygranym 1-0 spotkaniu z US Palermo. Pomocnik wraz ze swoim klubem zajął ostatnie miejsce w tabeli. Po wygaśnięciu kontraktu odszedł z klubu.

### Olympiakos
28 lipca 2013 roku Weiss został nowym zawodnikiem Olympiakosu Pireus. Jak poinformował sam zawodnik za pośrednictwem własnego twittera, podpisał on z greckim klubem 3-letni kontrakt. Pierwszego gola zaliczył 1 września 2013 w meczu z APO Lewadiakos. 
Weiss dostał też szansę na ponowną grę w Lidze Mistrzów. W meczu grupy C przeciwko Paris Saint-Germain zaliczył gola po fenomenalnej indywidualnej akcji. Jego zespół przegrał jednak ten mecz 1-4.

### Lekhwiya SC
26 stycznia 2014 roku Weiss dołączył do Lekhwiya SC, katarski klub zapłacił za niego 4 miliony Euro. Zadebiutował 31 stycznia 2014 roku przeciwko Muaither SC. Pierwszą bramkę dla katarskiego klubu zdobył 4 lutego 2014 w 81 minucie meczu przeciwko Al-Gharafa. 26 lutego 2014 Weiss zdobył bramkę przeciwko Al-Ain FC w meczu grupowym AFC Champions League.
W lutym 2016 podpisał czteroipółletni kontrakt z Al-Gharafa.

## Kariera reprezentacyjna
Weiss ma za sobą trzy występy w reprezentacji Słowacji do lat 21. W 2009 roku zadebiutował w pierwszej reprezentacji Słowacji.